# Valley-Hi
Valley-Hi es un borough ubicado en el condado de Fulton en el estado estadounidense de Pensilvania. En el año 2000 tenía una población de 20 habitantes y una densidad poblacional de 15 personas por km².

## Geografía
Valley-Hi se encuentra ubicado en las coordenadas 40°1′34″N 78°11′46″O / 40.02611, -78.19611

## Demografía
Según la Oficina del Censo en 2000 los ingresos medios por hogar en la localidad eran de $28,750 y los ingresos medios por familia eran $16,250. Los hombres tenían unos ingresos medios de $? frente a los $19,583 para las mujeres. La renta per cápita para la localidad era de $17,677. Alrededor del 15.4% de la población estaba por debajo del umbral de pobreza.